# Шуринс, Станислав Андреевич
Стас Шуринс (латыш. Stas Šurins полное имя — Станиславс Андреевич Шуринс; род. 1 июня 1990, Рига, Латвийская ССР) — латвийский певец, автор песен, композитор.

## Биография
В январе 2006 года певец стал победителем конкурса «Открываем таланты», который проводил Фонд композитора Владимира Хвойницкого. Как приз, у Стаса появилась возможность заниматься вокалом с известной латвийской певицей Nicol и записывать песни на студии музыкального продюсерского центра ANTEX. В августе этого же года Стас Шуринс стал победителем в номинации «вокал» на международном конкурсе World Stars 2006 и Grand Champion в номинации «произвольный танец».
В 2008 году Стас экстерном окончил школу с серебряной медалью, поступил в университет и начал сотрудничество с менеджером Антоном Сова, руководителем компанией Туарон.
В 2009 году «Новый канал» объявил о наборе участников для проекта "Фабрика звезд 3". Антон подготовил и подал заявку на участие в проекте, поскольку Стас не владел украинским языком. Стас Шуринс принял участие в интернет-кастинге. Благополучно пройдя интернет-кастинг, был приглашен в Киев на второй этап кастинга. Антон Сова и Фрик-балет компании Туарон провели многонедельную подготовку подготовку к финальному отбору. Стас стал полноправным участником шоу. Шантаж Антона Сова и компании Туарон со стороны «Нового канала» стали решающими для дальнейшего участия Стаса в шоу. В рамках проекта Стас представил две авторские песни – «Сердце» и «Не сходи с ума», также он выступил соавтором песен других участников проекта. В новогоднюю ночь было объявлено, что победителем Фабрики звезд 3 стал Стас Шуринс.
В рамках проекта Стас представил две авторские песни — «Сердце» и «Не сходи с ума», также он выступил соавтором песен других участников проекта, в частности автором песни «Береги любовь Архивная копия от 20 августа 2015 на Wayback Machine», посвященную проблемам СПИДа. В новогоднюю ночь было объявлено, что победителем «Фабрики звезд 3» стал Стас Шуринс.
Константин Меладзе, продюсер «Фабрики звезд 3», неоднократно отмечал, кроме вокальных способностей, ещё и композиторский талант артиста. По его словам: не имея музыкального образования, он пишет душой, пишет так, как чувствует, именно благодаря этому его произведения настолько искренни и отзывчивы, и так легко находят ответную реакцию у слушателей. С первых дней нового года все участники шоу отправились во всеукраинский тур. Весной 2010 года «Новый канал» проводил ещё один проект — «Фабрика звезд Суперфинал» — участниками которого стали лучшие «фабриканты» всех лет. Стас Шуринс в рамках этого шоу представил две песни собственного сочинения «Дождь» и «Будь собой» и успешно дошёл до финала .
В 2010 году певец стал автором двух песен для Веры Брежневой из альбома «Любовь спасёт мир».
В декабре 2010 года певец выпустил новый трек «Зима Архивная копия от 18 августа 2017 на Wayback Machine», а в конце января 2011 года ещё одну песню «Давай знакомиться», которые также попали в ротацию радиоканалов. В то же время начались активные занятия танцами в рамках проекта канала СТБ «Танцы со звездами», в котором пара Стас Шуринс и Елена Пуль одержала победу. В финале проекта певец выступил со своей новой песней «Скажи мне».
В октябре журнал Viva! объявил 25 самых красивых мужчин Украины 2011 года, среди них был назван и Стас Шуринс.
В ноябре 2011 года был запущен в ротацию трек «Хватит», и уже в декабре была завершена работа над первым сольным альбомом певца.
В начале 2012 года была набрана команда музыкантов, работая с которой, Стас готовится к первому сольному концерту.
Дебютный официальный клип на песню «Прости» вышел в апреле 2012 года, а 6 июля вышел его первый альбом под названием «Раунд 1».
В конце мая 2012 года Шуринс выпустил сингл «Небо-кровь», ставший первым синглом со второго альбома. А уже в июне того же года он исполнил эту песню на сцене русской версии Фабрика звёзд.
Первое видео к синглу со второго альбома было представлено в августе 2012 года — «„I Don’t Care“», сама песня попала также в ротации российского радио, но уже в дуэте с Владом Топаловым.
Премьера видео на третий сингл «I.P.O.D. (In a place of depth)» состоялась в октябре 2012 года, а весной 2013 года Стас представил трек и клип совсем в другом стиле и характере «Take».
В конце августа 2013 состоялась премьера лирического сингла «Ты мое» и видео на него, которое было запущено в ротацию Латвийского телеканала.
В феврале 2012 года Стас Шуринс женился. Но из-за того, что певец не хочет, чтобы в его личной жизни была пресса, он не афиширует это событие и не называет имени своей жены.
13 ноября 2013 года певец представил свой первый сольный альбом (второй студийный) под названием «Естественный отбор» и видеоклип к синглу «Пока ты со мной».
21 декабря 2013 года как сингл также вышла композиция «Why», с которой певец принимал участие на отборе на конкурс Евровидение 2014, и по-результатам голосования вошёл в десятку.
В июле 2014 года принял участие в конкурсе «Новая волна 2014», где занял 11 место.
С декабря 2016 года является участником проекта «The Voice of Germany» (адаптация голландского музыкального конкурса и международного формата «The Voice») в составе команды наставника Саму Хабера.
В 2019 году Стас Шуринс выпускает первый сингл к своему новому альбому, релиз которого планируется на осень. Песня You Can Be — это мотивационный трек, посвящение паралимпийцам, а также каждому человеку, который сталкивается с жизненными сложностями и учится преодолевать их.
2020 год Стас Шуринс, финалист шоу The Voice Of Germany, решил начать с презентации нового трека. Трек станет вторым синглом в трилогии, которая названа в честь первого сингла — You Can Be. Его артист посвятил паралимпийцам. Заключительную премьеру трилогии Стас Шуринс презентует ко Дню всех влюбленных. Важно: все деньги от скачивания треков Oxygen, You Can Be и последнего из трилогии, будут перенаправлены на помощь юным спортсменам с инвалидностью, с которыми артист сотрудничает с момента премьеры песни You Can Be в рамках проекта #LearnFromThem. Подробнее о нём можно узнать, перейдя по хэштегу в Instagram. Каждый, кто скачает себе песни, автоматически присоединится к помощи детской школе юных спортсменов с нарушениями зрения — будущих паралимпийских чемпионов.

## Дискография
Главная страница: Дискография Стаса Шуринса

### Альбомы
- 2012 — Раунд 1
- 2013 — Естественный отбор

### Официальные синглы
| Год  | Название               |
| ---- | ---------------------- |
| 2012 | «Прости»               |
| 2012 | «Небо-кровь»           |
| 2012 | «I Don’t Care»         |
| 2012 | «I.P.O.D.»             |
| 2013 | «Take»                 |
| 2013 | «Ты моё»               |
| 2013 | «Пока ты со мной»      |
| 2013 | «Why»                  |
| 2015 | «Стоять»               |
| 2019 | Перемагай / You can be |
| 2020 | Oxygen                 |

## Видеография
| Год  | Клип                              | Режиссёр           | Альбом               |
| ---- | --------------------------------- | ------------------ | -------------------- |
| 2008 | C'est La Bombe (вместе с V Label) | Comp Music Ltd     |                      |
| 2010 | Я перестану (вместе с Рушан)      | MBP Production     |                      |
| 2012 | Прости                            | Ігор Стеколенко    | «Раунд 1»            |
| 2012 | I Don’t Care                      | Ксения Крутоголова | «Естественный отбор» |
| 2012 | I.P.O.D.                          | Ксения Крутоголова | «Естественный отбор» |
| 2013 | Take                              | Ксения Крутоголова | «Естественный отбор» |
| 2013 | Ты моё                            | Ксения Крутоголова | «Естественный отбор» |
| 2013 | Пока ты со мной                   | Ксения Крутоголова | «Естественный отбор» |
| 2014 | Why                               | Ксения Крутоголова | «Естественный отбор» |
| 2019 | Перемагай / You can be            | Ксения Крутоголова |                      |